# 1-methylcyklopropen
1-Methylcyklopropen je derivát cyklopropenu účinkující jako syntetický regulátor růstu rostlin, strukturou podobný přirozenému rostlinnému hormonu ethenu. Používá se ke zpomalování zrání ovoce a k udržování čerstvosti u řezaných květin.

## Výroba
1-Methylcyklopropen se vyrábí reakcí methallylchloridu s fenyllithiem, sloužícím jako zásada; použité fenyllithium by nemělo obsahovat příměsi lithných halogenidů.
Obdobnou reakcí allylchloridu vzniká převážně cyklopropylbenzen.

## Izomery
Methylcyklopropen má dva možné izomery, 1-methylcyklopropen a 3-methylcyklopropen; 2-methylcyklopropen je nesprávný název 1-methylcyklopropenu.

## Mechanismus účinku
Ethen reguluje různé děje v rostlinách, jako jsou zrání plodů, otevírání květů, a opadávání listů.
1-Methylcyklopropen se v rostlinách pevně váže na ethylenový receptor, čímž kompetitivně inhibuje působení ethenu.